# 米羅尼夫卡 (洛佐瓦區)
49°7′52″N 36°16′2″E / 49.13111°N 36.26722°E
米羅尼夫卡（烏克蘭語：Миронівка）是位於烏克蘭東部的村莊，由哈爾科夫州洛佐瓦區的洛佐瓦市鎮負責管轄。該村始建於1957年，面積0.38平方公里，海拔高度130米，2001年人口334，人口密度每平方公里876.6人。